# Bžany (district de Stropkov)
Pour les articles homonymes, voir Bžany.
Bžany (hongrois : Bodzás) est un village de Slovaquie situé dans la région de Prešov.

## Histoire
Première mention écrite du village en 1410.

## Démographie

### Évolution de la population
| Année:               | 1994. | 2004.    | 2014.   | 2024.    |
| -------------------- | ----- | -------- | ------- | -------- |
| Nombre de personnes: | 144   | 172      | 168     | 223      |
| Différence:          |       | +19,44 % | -2,32 % | +32,73 % |

| Année:               | 2023. | 2024.   |
| -------------------- | ----- | ------- |
| Nombre de personnes: | 229   | 223     |
| Différence:          |       | -2,62 % |